# 超アイドル伝説大森杏子
超アイドル伝説大森杏子（ちょうアイドルでんせつおおもりあんこ）は、Web制作会社のディヴァージュが企画したプロジェクト。「仙台発のバーチャルアイドル」、「2.5次元アイドル」として、メディアミックスだけではなく、マーケティングミックスとしても注目される。

## 概要
2014年4月にWebサイトが公開され、「タレント事務所に所属しお仕事をこなすアイドル」として設定されており、Webサイト上で大森杏子とコラボするイベントや商品を検討する企業、ユーザーの募集を行っている。
2015年3月まで使用した初代ロゴにおける「大森杏子」のデザイン文字が「大ホホホホアー」に見えるということで話題になり、一時は「大森杏子」ではなく「大ホホホホアー」と呼ばれることの方が多いという事態にもなった。

## 大森杏子
公開されている大森杏子の設定に基づいて、以下に記す。
大森 杏子（おおもり あんこ、1984年8月8日 - ）はバーチャルアイドル、アルバイター。「永遠の17歳」を自称する。宮城県仙台市生まれ。
趣味はエゴサーチで、腹黒毒舌な面も持つ。正統派アイドルとしても、ローラースケートで滑る、マメカラ（マイク付きカセットテープ再生機）を使用するといった「世代のズレ」を感じさせる。
朝日新聞社、タカラトミーとコラボを行った実績もあるが、基本的には「崖っぷちアイドル」であり、どんな仕事でも引き受ける。2017年末時点では30社以上とコラボを行っている。2017年にコラボを行った拡張少女系トライナリーのように、大森の事務所側から営業をしかけることもある。

## キャラクター
大森杏子（おおもり あんこ）
声 - 加隈亜衣
夏目リンネ（なつめ りんね/パイセン）
声 - 花守ゆみり
永遠に17歳の悪霊系アイドル。12月12日生まれ。
享年17歳。グリムの力で一般の人にも姿は見え触れることも可能。明るい性格で、負けず嫌い。
グリム
声 - 朴璐美
死神の男の子。うさぎは仮の姿で、地球上では「だっこちゃん人形」のフリをして身を潜めている。自分の設定をよく忘れ喋ったり動いたりする。
星奈なな（ほしな なな）
声 - 竹達彩奈
実家は裏社会で超有名な「星奈家」の令嬢で、幼い頃から親の稼業を手伝っている。表の世界で人と喋ったことがなく赤面症で極度の恥ずかしがり屋。7月7日生まれ。
百式百合（ひゃくしき ゆり）
声 - 三上枝織
未来からやってきた暗殺ロボ試作三号機。試作品で欠点もあり突然スリープモードに入ることも。
美玲（みれい/ジャーマネ）
声 - 井ノ上奈々
タレント事務所ディヴァージュのマネージャー。6月6日生まれ。
加賀美きらら（かがみ きらら）
声 -
ティーン雑誌でも超人気の子役タレント。5月5日生まれ。
業界慣れしており長い物には巻かれろタイプ。本能でマウンティングを行い下の者にはとにかく冷たい。勿論下の大森杏子には冷たく事務所内で唯一おばさん扱いする。
大森きなこ（おおもり きなこ）
声 - 高田憂希
大森杏子の実の妹で年齢は姉の数こ下。11月11日生まれ。
引きこもりで、自宅ではパソコンばかりやっている。普段家から一歩も出ないため格好を気にせず露出の高い服を好む。
宮城恋（みやぎ れん/美人ストーカーちゃん）
声 - 安野希世乃
普段は黒いフードを深く被り腰には変身ベルトを着用。オタク活動が心の支えで、大森杏子の熱狂的ファンである。4月4日生まれ。

## クラウドファンディング
CAMPFIRE上のクラウドファンディングによりたびたび資金を集めている。

### 公式スタンプ画像
2016年5月開始、目標35万円に対し147万円を集め、LINE公式スタンプの製作が行われた。

### 伝説のアイドルを目指す
2016年7月開始、目標150万円に対し293万円を集め、公式新規イラスト製作、新ボイス収録、公式アイドル貸出衣装製作を行った。

### アニメ化
2017年7月開始、目標380万円に対し1028万円を集め、福島ガイナックス（現ガイナ）の手によるショートアニメが制作された。
現在はこちらでPVが見られる。

### 痛車化
2018年1月開始、目標130万円に対し238万円を集め、「Netz Cup Vitz Race 関西シリーズ2018」に参戦する大森杏子Racingの痛車ラッピングを行い活動資金に充てている。

### 歌
2018年7月開始、目標280万円に対し454万円を集め、IOSYSの提供による歌の制作が決定した。